# سدل
سدل (بالفارسية: سدل) هي قرية تقع في أذربيجان الغربية في إيران. يقدر عدد سكانها بـ 1092 نسمة بحسب إحصاء 2016.